# Haggard: The Movie
Haggard: The Movie è un film commedia del 2003 prodotto e diretto da Bam Margera.

## Trama
Ry è un uomo depresso che è stato appena lasciato dalla sua fidanzata, Glauren. Quando Valo e Falcone vanno a trovare Ryan a casa lo vedono distruggere ogni cosa riguardante la sua relazione appena finita. Mentre andavano in caffetteria, Falcone vede un bando su un concorso di invenzioni e decide di prenderne parte, lasciando Valo. Dopo la scoperta che Glauren si vedeva con un metalhead chiamato Hellboy, Dunn è devastato e va in caffetteria per cercare l'aiuto di Valo. Valo lo convince a corteggiare una ragazza ma lui la infastidisce e lei gli mette una forchetta nell'occhio costringendolo a girare con una benda da pirata. Durante la notte Valo e Falcone vano a casa di Glauren trovandola insieme a Hellboy ubriachi. Il giorno dopo Ryan va da Glauren al lavoro e si lamenta che non lo ha chiamato e lei gli dice che non è interessata a lui. Falcone intanto è alle prese di filmare il suo film epico con i burattini mossi dalla sua pazzia. Dopo Falcone incontra Valo e gli chiede di accompagnarlo a prendere Raab al treno ma rifiuta perché lo odia. Quando Falcone se ne va, arriva Dooli che gli consiglia di chiedere aiuto a Naked Dave, un tizio che è sempre nudo. Durante questo tempo Ryan viene pestato da alcuni motociclisti e il giorno dopo Valo gli consiglia di rompere delle bottiglie vuote per sentirsi meglio. Ma arriva un poliziotto di sorveglianza che lo arresta per atti vandalici. Alla polizia spiega i motivi del suo gesto e lo lasciano libero. Ryan chiede a Valo di tornare in casa di Glauren per trovare prove che il suo nuovo rapporto è serio. In principio Valo rifiuta, ma poi accetta e con Falcone e Raab vanno a casa di Glauren per trovare prove che ha già dimenticato Ryan. Durante questo tempo Ryan va a cena con Glauren e le fa vedere il suo nuovo ridicolo tatuaggio. Intanto Valo e Falcone trovano dentro casa da un fallo al diario personale di Glauren. Ma subito dopo entrano Glauren e Hellboy e durante il loro rapporto sessuale si accorgono di una videocamera, lasciata da Falcone involontariamente, e Valo irrompe nella stanza per recuperarla e scappa dalla casa seguito da Hellboy. Per vendicarsi di Hellboy, Falcone si traveste da metallaro e dice a Hellboy di andare ad un negozio di dischi per acquistare il disco Dei Gnarkill. Proprio mentre quest'ultimo sta arrivando al negozio; Valo e Falcone chiamano al telefono il proprietario dello stesso negozio fingendosi proprio Hellboy e iniziando ad offenderlo e insultarlo dicendo che da lì a momenti sarebbe arrivato per confrontarsi di persona con il venditore. Non appena, Hellboy che era ignaro di tutto ed era arrivato solo per comprare un cd, entra nel negozio viene assalito e picchiato dal proprietario, mentre Falcone, Ryan e Valo se la ridono appena fuori il vetro del negozio. Capisce che è uno scherzo dei ragazzi e va all'inseguimento di Valo mentre Ryan prende un taxi anche se aveva già un passeggero di nome Heather. Alla fine il taxi investe Hellboy e Ryan e Heather fuggono. Dopo alcuni giorni la relazione tra i due diventa seria. Falcone per il contributo nel concorso di invenzioni vince una bicicletta ricoperta di diamanti. Nei festeggiamenti Glauren chiede a Ryan di tornare con lei ma lui rifiuta e fa conoscere la sua nuova compagna a Valo.
Alla fine, Valo pomiciando a casa di una ragazza conosciuta a una festa, viene di nuovo rincorso da Hellboy; in seguito viene a sapere  che la ragazza è la sorella di Hellboy.

## Cast
- Ryan Dunn - Ry
- Bam Margera - Valo
- Jenn Rivell - Glauren
- Brandon Dicamillo - Falcone
- Tony Hawk - Ufficiale della polizia
- Rake John - Hellboy
- Vincent Margera - Don Vito
- Chris Raab - Raab
- CKY (con Brandon Dicamillo) - Gnarkill
- Brandon Novak - Dooli
- Nel film ci sono anche le apparizioni di alcuni membri della CKY Crew